# Ненси Олсон
Ненси Олсон (енгл. Nancy Olson) је америчка глумица, рођена 14. јула 1928. године у Милвокију.